# Long-Fei Yan
Pour les articles homonymes, voir Yan (homonymie).
Long-Fei Yan est un athlète chinois né le 1er octobre 1988. Spécialiste de l'ultra-trail, il a notamment remporté la Hong Kong 100 en 2015.

## Résultats
| no  | masculin          | Course        | Longueur | Départ          | Temps           |
| --- | ----------------- | ------------- | -------- | --------------- | --------------- |
| 1er | Médaille d'or     | Hong Kong 100 | 100 km   | 17 janvier 2015 | 9 h 52 min 42 s |
| 2e  | Médaille d'argent | Hong Kong 100 | 100 km   | 23 janvier 2016 | 9 h 37 min 17 s |